# Nagma Mallick
Nagma Mohamed Mallick (ur. 22 kwietnia 1967 w Nowym Delhi) – indyjska urzędniczka zagraniczna. Od 2021 jest ambasadorką Indii w Rzeczypospolitej Polskiej i Republice Litewskiej.

## Życiorys
Urodziła się w rodzinie keralczyków z Kasaragod. Kształciła się w St Stephen's College i Delhi School of Economics. Uzyskała licencjat z literatury angielskiej oraz magisterium z socjologii. 
Była aktorką telewizyjną i teatralną. Zagrała w pierwszej telewizyjnej operze mydlanej w Indiach Hum Log. 
W 1991 wstąpiła do Indian Foreign Service jako zawodowa dyplomatka. Była pierwszą muzułmanką w indyjskiej służbie zagranicznej. W pierwszej delegacji była w Paryżu, gdzie służyła w Indyjskiej Misji przy UNESCO. Następnie w Nowym Delhi pełniła różne funkcje w Ministerstwie Spraw Zagranicznych, w tym w biurze Europy Zachodniej. Służyła jako oficerka sztabowa premiera Indii I.K. Gujrala. Następnie jako pierwsza kobieta była zastępczynią szefa protokołu ceremonialnego.
Pełniła funkcję kierowniczki działu handlowego w ambasadzie Indii w Katmandu, gdzie była zaangażowana w negocjacje prowadzące do rewizji indyjsko-nepalskiego traktatu handlowego. Następnie kierowała Wydziałem Prasy i Kultury Indyjskiej Wysokiej Komisji w Kolombo, gdzie była również dyrektorką Centrum Kultury Indyjskiej. Po powrocie do Nowego Delhi była zastępczynią rzecznika prasowego MSZ. Była wówczas dyrektorką, a później sekretarką Dywizji Eurazji. Przeniosła się do Bangkoku jako zastępczyni szefa misji.
W 2012 została mianowana ambasadorką Indii w Tunezji. W dniu 29 czerwca 2015 została mianowana Wysokim Komisarzem Indii do Brunei Darussalam.
Jest mężatką, ma jednego syna i jedną córkę. Jej małżonek, Farid Inam Mallick, jest prawnikiem mieszkającym w Nowym Delhi.
Mówi po angielsku i francusku, w hindi i malajalam. Interesuje się indyjskim tańcem klasycznym, literaturą angielską, fitnessem i odżywianiem.